# Echiniscus
Echiniscus is een geslacht van beerdiertjes uit de familie van de Echiniscidae.

## Soorten
- Echiniscus africanus Murray, 1907
- Echiniscus aliquantillus Grigarick, Schuster & Nelson, 1983
- Echiniscus angolensis da Cunha & Ribeiro, 1964
- Echiniscus apuanus Bertolani, 1946
- Echiniscus arcangelii Maucci, 1974
- Echiniscus arctomys Ehrenberg, 1853
- Echiniscus arthuri Pilato, Binda & Lisi, 2005
- Echiniscus baius Marcus, 1928
- Echiniscus baloghi Iharos, 1973
- Echiniscus barbarae Kaczmarek & Michalczyk, 2002
- Echiniscus bartramiae Iharos, 1936
- Echiniscus becki Schuster & Grigarick, 1966
- Echiniscus bigranulatus Richters, 1907
- Echiniscus bisculptus Maucci, 1983
- Echiniscus bisetosus Heinis, 1908
- Echiniscus blumi Richters, 1903
- Echiniscus calcaratus Richters, 1908
- Echiniscus calvus Marcus, 1931
- Echiniscus canadensis Murray, 1910
- Echiniscus canedoi da Cunha & Ribeiro, 1962
- Echiniscus capillatus Ramazotti, 1956
- Echiniscus carsicus Mihelcic, 1966
- Echiniscus carusoi Pilato, 1972
- Echiniscus cavagnaroi Schuster & Grigarick, 1966
- Echiniscus charrua Claps & Rossi, 1997
- Echiniscus cheonyoungi Moon & Won-Ki, 1994
- Echiniscus cirinoi Binda & Pilato, 1993
- Echiniscus clevelandi Beasley, 1999
- Echiniscus columinis Murray, 1911
- Echiniscus crassispinosus Murray, 1907
- Echiniscus curiosus Claxton, 1996
- Echiniscus darienae Miller, Horning & Dastych, 1995
- Echiniscus dearmatus Bartoš, 1935
- Echiniscus dikenli Maucci, 1972
- Echiniscus diploglyptus Durante-Pasa & Maucci, 1975
- Echiniscus divergens Marcus, 1936
- Echiniscus dominicanus Schuster & Toftner, 1982
- Echiniscus dreyfusi Barros, 1942
- Echiniscus duboisi Richters, 1902
- Echiniscus egnatiae Durante-Pasa & Maucci, 1979
- Echiniscus ehrenbergi Dastych & Kristensen, 1995
- Echiniscus elaeinae Pilato, Binda & Lisi, 2005
- Echiniscus elegans Richters, 1906
- Echiniscus evelinae De Barros, 1942
- Echiniscus filamentosus Plate, 1889
- Echiniscus fischeri Richters, 1911
- Echiniscus glaber Bartoš, 1937
- Echiniscus granulatus (Doyère, 1840)
- Echiniscus heterospinosus Maucci, 1954
- Echiniscus hexacanthus Maucci, 1972
- Echiniscus hoonsooi Moon & Kim, 1990
- Echiniscus horningi Schuster & Grigarick, 1971
- Echiniscus inocellatus Mihelcic, 1964
- Echiniscus insuetus Mihelcic, 1967
- Echiniscus jamesi Claxton, 1996
- Echiniscus jenningsi Dastych, 1984
- Echiniscus kerguelensis Richters, 1904
- Echiniscus knowltoni Schuster & Grigarick, 1971
- Echiniscus kofordi Schuster & Grigarick, 1966
- Echiniscus lapponicus Thulin, 1911
- Echiniscus laterosetosus Ito, 1993
- Echiniscus laterospinosus Rudescu, 1964
- Echiniscus latifasciatus Dudichev & Biserov, 2000
- Echiniscus lichenorum Maucci, 1983
- Echiniscus limai da Cunha & Ribeiro, 1964
- Echiniscus longispinosus Murray, 1907
- Echiniscus loxophtalmus Richters, 1911
- Echiniscus madonnae Michalczyk & Kaczmarek, 2006
- Echiniscus maesi Séméria, 1985
- Echiniscus malpighii Biserov, 1994
- Echiniscus manuelae da Cunha & Ribeiro, 1962
- Echiniscus marcusi Pilato, Claxton & Binda, 1990
- Echiniscus marginatus Binda & Pilato, 1994
- Echiniscus marginoporus Grigarick, Schuster & Nelson, 1983
- Echiniscus markezi Mihelcic, 1971
- Echiniscus mauccii Ramazzotti, 1956
- Echiniscus mediantus Marcus, 1930
- Echiniscus melanophthalmus Bartoš, 1936
- Echiniscus menzeli Heinis, 1917
- Echiniscus merokensis Richters, 1904
- Echiniscus migiurtinus Franceschi, 1957
- Echiniscus mihelcici Iharos, 1973
- Echiniscus militaris Murray, 1911
- Echiniscus molluscorum Fox & Garcia-Moll, 1962
- Echiniscus moniliatus Iharos, 1967
- Echiniscus montanus Iharos, 1982
- Echiniscus mosaicus Grigarick, Schuster & Nelson, 1983
- Echiniscus multispinosus da Cunha, 1944
- Echiniscus murrayi Iharos, 1969
- Echiniscus nepalensis Dastych, 1975
- Echiniscus nigripustulus Horning, Schuster & Grigarick, 1978
- Echiniscus nobilis Mihelcic, 1967
- Echiniscus oihonnae Richters, 1903
- Echiniscus osellai Maucci, 1975
- Echiniscus pajstunensis Bartoš, 1941
- Echiniscus palmai Dastych, 1997
- Echiniscus perarmatus Murray, 1907
- Echiniscus peruvianus Binda & Pilato, 1994
- Echiniscus pervidiris Ramazzotti, 1959
- Echiniscus phocae du Bois Reymond-Marcus, 1944
- Echiniscus polygonalis Ito, 1993
- Echiniscus pooensis Rodriguez-Roda, 1948
- Echiniscus porabrus Horning, Schuster & Grigarick, 1978
- Echiniscus postojnensis Mihelcic, 1967
- Echiniscus pseudelegans Séméria, 1994
- Echiniscus pseudowendti Dastych, 1984
- Echiniscus punctulatus Mihelcic, 1955
- Echiniscus punctus McInnes, 1995
- Echiniscus pusae Marcus, 1928
- Echiniscus quadrispinosus Richters, 1902
- Echiniscus quitensis Pilato, 2007
- Echiniscus rackae Dastych, 1986
- Echiniscus ranzii Ramazzotti, 1964
- Echiniscus reticulatus Murray, 1905
- Echiniscus reymondi Marcus, 1928
- Echiniscus robertsi Schuster & Grigarick, 1965
- Echiniscus rodnae Claxton, 1996
- Echiniscus rufoviridis du Bois Reymond-Marcus, 1944
- Echiniscus rugospinosus Marcus, 1928
- Echiniscus scabrospinosus Paulo-Fontoura, 1982
- Echiniscus semifoveolatus Ito, 1993
- Echiniscus siegristi Heinis, 1911
- Echiniscus simba Marcus, 1928
- Echiniscus speciosus Mihelcic, 1967
- Echiniscus spiniger Richters, 1904
- Echiniscus spinulosus (Doyère, 1840)
- Echiniscus storkani Bartoš, 1940
- Echiniscus sylvanus Murray, 1910
- Echiniscus taibaiensis Wang & Li, 2005
- Echiniscus tamus Mehlen, 1969
- Echiniscus tardus Petersen, 1951
- Echiniscus tenuis Marcus, 1928
- Echiniscus tessellatus Murray, 1910
- Echiniscus testudo (Doyère, 1840)
- Echiniscus trisetosus Cuénot, 1932
- Echiniscus trojanus Maucci, 1972
- Echiniscus tropicalis Binda & Pilato, 1995
- Echiniscus tympanista Murray, 1911
- Echiniscus velaminis Murray, 1910
- Echiniscus vinculus Horning, Schuster & Grigarick, 1978
- Echiniscus virginicus Riggin, 1962
- Echiniscus viridis Murray, 1910
- Echiniscus viridissimus Péterfi, 1956
- Echiniscus walteri Pilato & Lisi, 2003
- Echiniscus weisseri Maucci, 1978
- Echiniscus wendti Richters, 1903
- Echiniscus zetotrymus Horning, Schuster & Grigarick, 1978